# Jørgen Jørgensen
Jørgensen Jørgen (o Jorgenson dal 1817) (Copenaghen, 29 marzo 1780 – Hobart, 20 gennaio 1841) è stato un avventuriero, agente segreto, scrittore e politico danese, ma islandese durante il suo periodo di governo dell'Islanda.
Nel 1809 l'avventuriero danese Jørgensen arrestò il governatore e proclamò la fine della supremazia danese. Dopodiché promise l'appoggio inglese e, in quanto "protettore", si proclamò Capo dell'Islanda.
Come scrittore fu un prolifico autore di lettere, giornali, opuscoli e articoli di giornale che coprono una vasta gamma di argomenti, diventando amico di famosi botanici come Joseph Banks e William Jackson Hooker per un periodo e meritandosi il rispetto di Marcus Clarke.
Gli Islandesi si riferiscono a Jørgensen come Jorundur Hundadagakonungur ("Jørgen il Re dei giorni del cane"), in riferimento alla stella del cane.

## Biografia
All'età di 15 anni, Jørgensen fu posto dai genitori come apprendista del capitano Henry Marwood della carboniera britannica Janeon. Nel 1799 navigò a Città del Capo e da lì nel 1800 a Port Jackson, la nuova colonia britannica in Australia. Nel 1801 entrò a far parte dell'equipaggio della HMS Lady Nelson. In qualità di membro di equipaggio Jørgensen fu presente alla creazione dei primi insediamenti di Risdon Cove e Sullivans Cove in quella che venne chiamata Terra di Van Diemen che divenne in seguito la Tasmania.
Nel 1807, mentre era in visita alla sua famiglia, fu testimone della Battaglia di Copenaghen e subito dopo gli fu dato il comando di una piccola imbarcazione danese chiamata Ammiraglio Juul. Nel 1808 ingaggiò contro lo Sloop-of-war britannico HMS Sappho uno scontro navale, nella cosiddetta azione del 2 marzo 1808, che si risolse con la cattura della nave comandata da Jørgensen che, a sua volta, fu trattato come un corsaro ed arrestato. Nel 1809, mentre si trovava in libertà vigilata, suggerì ad un commerciante che un viaggio in Islanda avrebbe potuto essere redditizio in quanto l'isola per la situazione critica della Danimarca, all'epoca alleata di Napoleone, l'isola mancava di cibo proprio a causa del monopolio danese sul commercio islandese. Jørgensen accompagnò il viaggio della nave Clarence come interprete. Questo viaggio non permise di scambiare alcun tipo di merce in quanto, mentre la nave era inglese, l'isola era ancora sotto l'autorità danese. L'anno dopo, Jørgensen intraprese un secondo viaggio. Al suo arrivo in Islanda guidò l'equipaggio della sua nave dal Conte di Trampe, il governatore danese dell'isola che non permetteva nessun commercio, riuscendo ad arrestarlo ed a proclamarsi Protettore dell'isola, promettendo di ripristinare l'Althing, non appena gli islandesi fossero stati in grado di governarsi da soli. Il suo intento era quello di creare una società liberale nello spirito di quelle emergenti in America e nell'Europa di quel momento. Con l'arrivo di HMS Talbot, due mesi dopo, il governo danese venne restaurato e Jørgensen fu tratto in Inghilterra dalla Royal Navy, che lo dichiarò colpevole di aver rotto la propria parola d'onore mentre si trovava sotto l'autorità inglese come prigioniero di guerra, venendo per questo trattenuto fino al 1811.
Jørgensen trascorse i successivi mesi a Londra dove accumulò, per colpa del bere e del gioco d'azzardo, molti debiti che alla fine lo portarono nuovamente alla carcerazione. Quando venne rilasciato nel 1812, si recò in Spagna, Portogallo e Gibilterra e al suo ritorno in Inghilterra fu nuovamente imprigionato quando i suoi creditori lo raggiunsero. In seguito, grazie alla sua corrispondenza con il Foreign Office britannico, Jørgensen fu assunto al servizio di intelligence, come traduttore di documenti per poi tornare a viaggiare in Francia e Germania come spia mentre le guerre napoleoniche volgevano al termine. Al ritorno in Inghilterra, Jørgensen continuò a scrivere varie relazioni, saggi e articoli, ma dopo essere stato accusato di furto, nel 1820, fu nuovamente imprigionato, questa volta nella prigione di Newgate. Venne in seguito liberato e imprigionato di nuovo quando non riuscì a lasciare la Gran Bretagna a causa di una condizione dettata dalla sua libertà vigilata. Una sentenza di morte gli fu commutata, grazie alle azioni di un amico di primo piano, in altri 3 anni da trascorrere a Newgate prima di venir trasportato in Australia nel 1825.
Dopo cinque mesi di navigazione, Jørgensen tornò in Tasmania nel 1826. Nel 1827, dopo aver contribuito a prevenire la diffusione di alcuni buoni del tesoro contraffatti, un gruppo di commercianti locali guidato da Anthony Fenn Kemp inoltrò una petizione al governatore della zona per la liberazione di Jørgensen. Jørgensen guidò diverse esplorazioni della Tasmania, e fu impiegato dal Consiglio della Terra di Van Diemen come conestabile, prendendo parte alla guerra contro gli aborigeni locali denominata Guerra Nera. Jørgensen ottenne un perdono gratuito nel 1835, ma decise di rimanere in Tasmania.
Sposò nel 1831 una detenuta irlandese, Norah Corbett, e morì in un ospedale coloniale il 20 gennaio 1841.